# Боволента
Боволента (итал. Bovolenta) је насеље у Италији у округу Падова, региону Венето.
Према процени из 2011. у насељу је живело 1510 становника. Насеље се налази на надморској висини од 3 м.

## Становништво
| 1931. | 1936. | 1951. | 1961. | 1971. | 1981. | 1991. | 2001. | 2011. |
| ----- | ----- | ----- | ----- | ----- | ----- | ----- | ----- | ----- |
| 4.229 | 4.330 | 4.258 | 3.394 | 2.965 | 3.064 | 3.088 | 3.144 | 3.349 |